# Teatro dei Concordi (Roccastrada)
Il Teatro dei Concordi è il teatro comunale di Roccastrada. Il teatro domina con la sua facciata neocinquecentesca l'asse viario principale che attraversa il centro moderno di Roccastrada.

## Storia e descrizione
Fu costruito a partire dal 1870 per iniziativa della locale Accademia filodrammatica dei Concordi su progetto e sotto la direzione dell'ingegner Timoleone Crocchi. Il teatro, con sala a ferro di cavallo e tre ordini di palchi, venne inaugurato nell'agosto del 1872.
Restaurato nel 1925 per rimediare ai gravi danni causati da un ciclone, il teatro ha mantenuto la sua fisionomia originaria fino agli anni cinquanta quando cominciarono a prevalere le destinazioni a sala cinematografica e da ballo. Nella seconda metà degli anni sessanta venne chiuso perché ormai pericolante.
Nel 1969 fu acquistato dall'Amministrazione Comunale che iniziò subito un primo consistente intervento di restauro sotto la direzione di Sergio Barberini che, oltre al consolidamento delle strutture e al rifacimento del tetto e dei solai, prevedeva il restauro delle decorazioni e degli arredi.
Il 16 febbraio 1985, il Teatro Comunale ha ripreso la sua attività con un cartellone realizzato con la collaborazione del Teatro Regionale Toscano e che ha coinvolto celebri interpreti quali Salvo Randone, Mario Carotenuto, Vittorio Caprioli, Mario Scaccia, Giorgio Gaber, Ugo Chiti, Flavio Bucci.
Nuovi problemi sia di bilancio che di adeguamento alle norme CEE, intervenute dopo il restauro, hanno portato a una nuova chiusura del teatro dal 1991 al marzo 1999.
La nuova stagione teatrale seguita ai lavori di adeguamento ha visto una programmazione che ha proposto artisti quali Marco Baliani, Alessandro Benvenuti, Vinicio Capossela, Lucia Poli, Carlo Monni e il roccastradino Andrea Muzzi. Oltre all'attività teatrale principale, il teatro ha ospitato mostre, spettacoli organizzati dalle scuole e l'attività della locale Compagnia Instabile dei Dintorni.
A partire dal 1999 l'Amministrazione Comunale ha affidato l'organizzazione della stagione teatrale all'Associazione Ad Arte e dal 2003 anche alla Fondazione Toscana Spettacolo.
Nuovi problemi sia di bilancio che di adeguamento alle norme tecniche hanno portato a una nuova chiusura dal 2018.